# Prosoplus bellus
Prosoplus bellus là một loài bọ cánh cứng trong họ Cerambycidae.